# Stenakron vetustum
Stenakron vetustum är en plattmaskart. Stenakron vetustum ingår i släktet Stenakron och familjen Fellodistomatidae. Inga underarter finns listade i Catalogue of Life.